# Akua Kuenyehia
Akua Kuenyehia - prawniczka z Ghany.
Profesor i dziekan Wydziału Prawa Uniwersytetu w Ghanie, adwokat i radca prawny przy Sądzie Najwyższym Ghany. Autorka prac z prawa międzynarodowego, prawa karnego, międzynarodowego prawa praw człowieka, międzynarodowego prawa publicznego oraz problematyki równości płci wobec prawa.
Współkoordynatorka naukowego programu badawczego "Kobiety a prawo w anglojęzycznych krajach Afryki Zachodniej", obejmującego Ghanę, Sierra Leone, Gambię i Nigerię; w ramach tego programu opracowano publikację A Situational Analysis of Some Key Issues Affecting Women (1998). Członkini Komitetu Eliminacji Wszelkich Form Dyskryminacji Kobiet.
W lutym 2003 została wybrana na sędziego Międzynarodowego Trybunału Karnego (na kadencję 3-letnią); w marcu 2003 została I wiceprezydentem Trybunału. W styczniu 2006 powołano ją na kolejną, tym razem 9-letnią, kadencję sędziowską.